# Szymon Boguszowicz
Szymon Boguszowicz (orm. Բոգուշներ, ur. 1575 we Lwowie, zm. 25 maja 1648 tamże) – polski malarz ormiańskiego pochodzenia, autor obrazu Bitwa pod Kłuszynem.

## Życiorys
Syn malarza Pawła Bogusza zwanego Boguszem Donoszowiczem i Katarzyny Axentowiczówny, związanych z cechem malarzy we Lwowie. Rodzina mieszkała w ormiańskiej dzielnicy miasta. Od 1604 roku w aktach miejskich zachowała się pierwsza wzmianka o Szymonie Boguszowiczu. Około 1605 roku przejął po śmierci ojca jego atelier. Żonaty z Elżbietą.
Szymon Boguszowicz malował dla wojewody sandomierskiego Jerzego Mniszcha na zamku w Samborze. W 1606 roku towarzyszył Marynie (córce Jerzego) do Moskwy, gdzie wraz z mężem, Dymitrem Samozwańcem I została koronowana na carycę Rosji. Nie wiadomo, kiedy Boguszowicz wrócił do Rzeczypospolitej po ich szybkim upadku. Wzmiankowany w latach 1604–1610 jako kupiec w Rosji. W 1610 roku Boguszowicz był obserwatorem bitwy pod Kłuszynem podczas wojny polsko-rosyjskiej (1609–1618) i towarzyszył hetmanowi Stanisławowi Żółkiewskiemu w wyprawie do Moskwy. Po 1613 roku malował dla niego obrazy na zamku w Żółkwi, w tym między innymi Bitwę pod Kłuszynem. Zachował się jego testament z 1644 roku, w którym dokonał zapisu na rzecz kościoła ormiańskiego we Lwowie.
Szymon Boguszowicz malował portrety i obrazy na zamówienie polskich magnatów i władców. Jego styl malarski zawiera elementy zachodnio- i wschodnioeuropejskie. Charakterystyczne są wyraźne kontury i zazwyczaj ciemne tło. Boguszowicz jest jednym z najważniejszych malarzy XVII wieku na dzisiejszej Ukrainie.

## Galeria prac
| Tytuł                                                                                 | Rok       | Kolekcja                               | Ilustracja |
| ------------------------------------------------------------------------------------- | --------- | -------------------------------------- | ---------- |
| Caryca Maryna Mniszchówna w stroju koronacyjnym                                       | ok. 1606  | Państwowe Muzeum Historyczne w Moskwie |            |
| Dymitr Samozwaniec w stroju koronacyjnym                                              | ok. 1606  | Państwowe Muzeum Historyczne w Moskwie |            |
| Dymitr I przyjmuje polskich posłów                                                    | ok. 1606  | Węgierskie Muzeum Narodowe             |            |
| Caryca Maryna Mniszchówna w stroju koronacyjnym                                       | 1606      | Zamek Królewski na Wawelu              |            |
| Portret Jerzego Mniszcha                                                              | 1610      | Zamek w Olesku                         |            |
| Portret Zygmunta III Wazy                                                             | 1612-1613 | Zamek w Olesku                         |            |
| Ślub per procura Dymitra Samozwańca i Maryny Mniszchówny w Krakowie 12 listopada 1605 | ok. 1613  | Państwowe Muzeum Historyczne w Moskwie |            |
| Ślub Dymitra Samozwanca i Maryny Mniszchówny w Moskwie 8 maja 1606                    | ok. 1613  | Państwowe Muzeum Historyczne w Moskwie |            |
| Bitwa pod Kłuszynem                                                                   | 1620      | Lwowska Galeria Sztuki                 |            |